# Pablo San Segundo Carrillo
Pablo San Segundo Carrillo, nacido el 9 de febrero de 1970 en Madrid, es un Gran Maestro Internacional de Ajedrez español y profesor titular de Universidad en la Escuela Técnica Superior de Ingeniería y Diseño Industrial (Universidad Politécnica de Madrid).
Es socio fundador en 2012 de la startup Biicode S.L. junto con otros profesores de la Universidad Politécnica de Madrid. Es propietario, además, de varios algoritmos de reconocido éxito en optimización combinatoria (BBMC y PASS) y de la librería BITSCAN para manipulación eficiente de cadenas de bits. En este campo desarrolla su actividad investigadora.
Consiguió el título de Maestro Internacional en 1990 y el de Gran Maestro en 1995. En la lista de abril de 2008 de la FIDE, San Segundo tiene un ELO de 2542 puntos, ocupando el séptimo puesto del ranking de España. Pablo San Segundo tiene un sólido estilo posicional. Entre su repertorio de aperturas se encuentra el gambito de dama, la Defensa siciliana y la Defensa semieslava.

## Inicios
San Segundo se inició en el ajedrez junto a su hermano Carlos acudiendo frecuentemente a jugar al Club de Ajedrez Moratalaz. Con el equipo de este club logró dos ligas de Madrid.
San Segundo tuvo unos excelentes resultados nacionales en su etapa juvenil. En 1986 se proclamó campeón de España juvenil y fue subcampeón dos años más tarde, en 1988.

## Campeonatos de España
San Segundo venció el Campeonato de España de ajedrez en Torrevieja en 1997, superando al gran maestro Jordi Magem Badals. En 2007 volvió a jugarlo terminando 4º al perder ante el gran maestro Ibragim Khamrakulov en la lucha por el tercer y cuarto puesto.
San Segundo también ha participado en numerosas ocasiones en el Campeonato de España de clubes. Sus resultados han sido:
- 2007: Tablero 7 del C.A. Cajacanarias, 3º del Grupo I de División de Honor, 2/3 (+1 =2 -0)
- 2006: Tablero 3 del C.A. Cajacanarias, 1º de la Primera División Sur, 4.5/5 (+4 =1 -0)
- 2005: Tablero 2 del C.A. Cajacanarias, 4º de la Primera División Sur, 4/6 (+2 =4 -0)
- 2004: Tablero 2 del C.A. Cajacanarias, 9º de División de Honor, 3/9 (+0 =6 -3)
- 2003: Tablero 2 del C.A. Cajacanarias, 4º de División de Honor, 5.5/9 (+3 =5 -1)

## Competiciones oficiales internacionales
Pablo San Segundo ha participado en siete Olimpíadas de ajedrez representando a España, con unos resultados globales de 26/48 (+9 =34 -5). Sus resultados detallados son:
- Moscú en 1994: Cuarto tablero, 18º por equipos, 6/10 (+3 =6 -1)
- Ereván en 1996: Primer reserva, 6º por equipos, 2/4 (+0 =4 -0)
- Elistá en 1998: Primer reserva, 29º por equipos, 5.5/9 (+2 =7 -0)
- Bled en 2002: Cuarto tablero, 19º por equipos, 2/6 (+0 =4 -2)
- Calviá en 2004: Primer tablero de España B, 44.º por equipos, 5.5/11 (+1 =9 -1)
- Turín en 2006: Primer reserva, 10º por equipos, 5/8 (+3 =4 -1)
- Dresde en 2008: Primer reserva, 10º por equipos, 5/8 (+3 =4 -1)

También ha representado a España en el Campeonato de Europa de ajedrez por equipos en cuatro ocasiones, con unos resultados globales de 14/26 (+9 =10 -7). Sus resultados han sido:
- Pula en 1997: Tercer tablero, 20º por equipos, 3.5/7 (+3 =1 -3)
- León en 2001: Cuarto tablero, 7º por equipos, 2.5/6 (+1 =3 -2)
- Plovdiv en 2003: Primer reserva, 7º por equipos, 3.5/6 (+2 =3 -1)
- Gotemburgo en 2005: Segundo tablero, 22º por equipos, 4.5/7 (+3 =3 -1)

## Partidas notables
Yevgeni Baréyev-Pablo San Segundo, Madrid, 1994, Gambito de dama (D44) 1.d4 d5 2.c4 c6 3.Cf3 Cf6 4.Cc3 e6 5.Bg5 dxc4 6.e4 b5 7.e5 h6 8.Ah4 g5 9.Cxg5 hxg5 10.Axg5 Cbd7 11.g3 Tg8 12.h4 Txg5 13.hxg5 Cd5 14.g6 fxg6 15.Dg4 De7 16.Dxg6+ Df7 17.Dxf7+ Rxf7 18.Ag2 Cxc3 19.bxc3 Tb8 20.f4 b4 21.Rd2 a5 22.Axc6 Cb6 23.g4 Ab7 24.Axb7 Txb7 25.Th7+ Ag7 26.f5 Cd5 27.f6 bxc3+ 28.Rc1 Cxf6 29.exf6 Rxf6 30.Rc2 Rg6 31.Txg7+ Txg7 32.Rxc3 Tf7 33.Te1 Tf2 34.a4 Ta2 35.Txe6+ Rf7 36.Te1 Txa4 37.d5 Ta3+ 38.Rxc4 Ta4+ 39.Rc5 Txg4 40.d6 Tg3 41.d7 Td3 42.Rc6 Tc3+ 43.Rd6 Td3+ 44.Rc7 Tc3+ 45.Rd8 a4 46.Te7+ 1/2-1/2
Judit Polgár-Pablo San Segundo, Madrid, 1995, Defensa siciliana (B40) 1.e4 c5 2.Cf3 e6 3.d4 cxd4 4.Cxd4 Cf6 5.Cc3 Cc6 6.Cxc6 bxc6 7.e5 Cd5 8.Ce4 Aa6 9.c4 Ab4+ 10.Ad2 Dh4 11.g4 Ce3 12.Da4 Axd2+ 13.Rxd2 Cxg4 14.Dxa6 Cxe5 15.Cc3 Dxf2+ 16.Ae2 Tb8 17.b3 Cf3+ 18.Rc2 Cd4+ 19.Rd3 Cf5 20.Tad1 O-O 21.Thf1 Dc5 22.Tf3 d5 23.Rc2 Ce3+ 24.Txe3 Dxe3 25.Dxc6 d4 26.Td3 Df2 27.Dc5 e5 28.Dxa7 De1 29.Ad1 Ta8 30.Dc5 dxc3 31.a4 e4 32.Td7 e3 33.Ah5 Da1 0-1

## Torneos internacionales
En 1995 fue cuarto puesto (4.5/9) en el Torneo Magistral de Madrid, el vencedor fue Víktor Korchnói. En 1997 y 1999 venció el Memorial Sergio Guillén de Vallecas, Madrid. En 1998 fue de nuevo cuarto en el Torneo Magistral de Madrid (5/9), el vencedor fue Viswanathan Anand. En 2002 venció el Open Internacional "Ciudad de San Sebastián".